# Antheraea ornata
Antheraea ornata är en fjärilsart som beskrevs av Eugène Louis Bouvier 1929. Antheraea ornata ingår i släktet Antheraea och familjen påfågelsspinnare. Inga underarter finns listade i Catalogue of Life.